# Praepedaliodes silpa
Praepedaliodes silpa är en fjärilsart som beskrevs av Otto Thieme 1905. Praepedaliodes silpa ingår i släktet Praepedaliodes och familjen praktfjärilar. Inga underarter finns listade i Catalogue of Life.